# Undénska villan

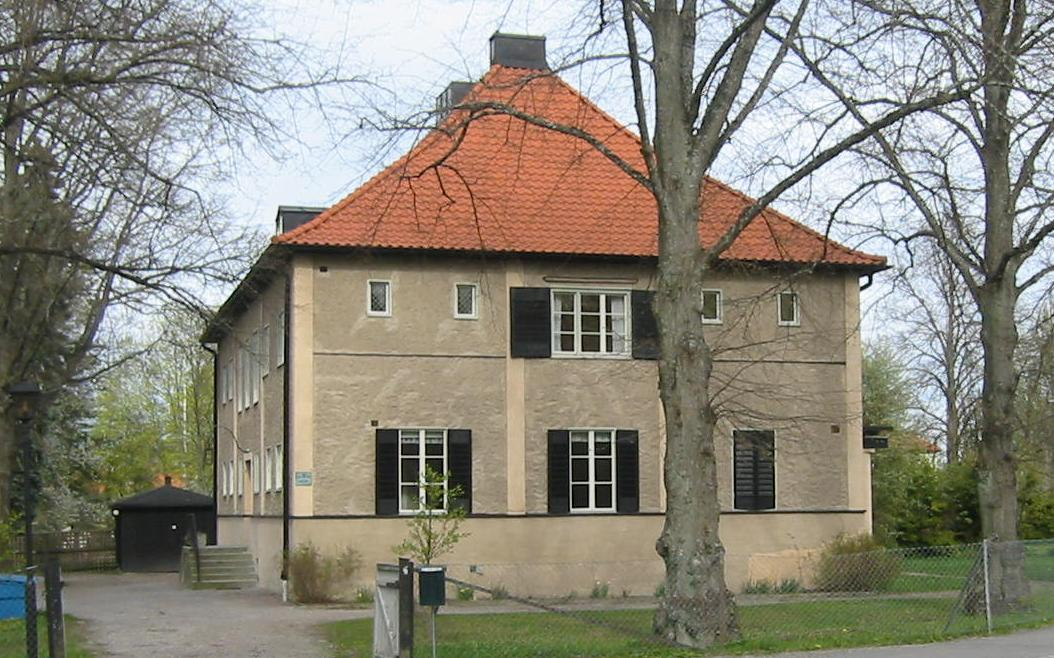
Vy från gatan söderifrån. April 2007.

Undénska villan är en så kallad grosshandlarvilla som ligger på Götavägen i stadsdelen Kåbo i Uppsala. Den betraktas som kulturhistoriskt intressant.
Villan är ritad av arkitekt C. Nilsson och uppförd 1914. Namnet Undénska villan härrör från den tid då villan var bebodd av professorn och utrikesministern Östen Undén. Villan har under de senaste 30 åren endast undantagsvis använts som privatbostad utan istället inhyst verksamhet med anknytning till Uppsala universitet. 
Villan såldes för elva miljoner kronor sommaren 2007 och fungerar nu som privatläkarmottagning.